# Bantam Books
La Bantam Books è una casa editrice statunitense di proprietà di Random House. È stata fondata nel 1945 da Walter Pitkin, Jr., Sidney B. Kramer, e Ian e Betty Ballantine. Da allora è stata acquistata più volte da molte società tra cui la National General e, attualmente, la Random House.
La Bantam ha pubblicato l'intera serie originale del gioco Scegli la tua avventura della serie di libri per bambini, così come i romanzi originali basati sulla serie fantascientifica di Star Trek.
Bantam Spectra è il marchio utilizzato per i titoli di fantascienza della casa editrice. Alcuni autori in catalogo sono Bruce Sterling, Catherine Asaro, Connie Willis, Dan Simmons, David Brin, Elizabeth Hand, Ellen Kushner, George R. R. Martin, Gregory Benford, Joe Lansdale, Kelley Armstrong, Kevin J. Anderson, Kim Stanley Robinson, Lisa Goldstein, Liz Williams, Margaret Weis, Neal Stephenson, Robert Charles Wilson, Roger MacBride Allen, Scott Lynch, Sheri Tepper, Tim Lebbon, Tracy Hickman, William Gibson.